# Patrick Jenkin
Charles Patrick Fleeming Jenkin, baron Jenkin of Roding (ur. 7 września 1926, zm. 20 grudnia 2016) – brytyjski polityk, członek Partii Konserwatywnej, minister w rządach Edwarda Heatha i Margaret Thatcher. Potomek naukowca Fleeminga Jenkina.
Wykształcenie odebrał w Dragon School w Oksfordzie, Clifton College w Bristolu oraz w Jesus College na Uniwersytecie Cambridge, gdzie ukończył studia prawnicze. W 1952 r. został powołany do korporacji Middle Temple. W latach 1960–1963 zasiadał w radzie okręgu Hornsey.
W 1964 r. został wybrany do Izby Gmin jako reprezentant okręgu Wanstead and Woodford. W 1965 r. został mówcą Opozycji ds. handlu. Był członkiem Bow Group. W 1970 r. został finansowym sekretarzem skarbu, a w 1972 r. naczelnym sekretarzem skarbu. W 1974 r. został ministrem ds. energii. Piastował wiele stanowisk ministerialnych w rządzie Margaret Thatcher. W latach 1979–1981 był ministrem służby socjalnej, w latach 1981–1983 ministrem przemysłu, a w latach 1983–1985 ministrem środowiska.
Ze stanowisk rządowych zrezygnował w 1985 r. W 1987 r. zrezygnował ze startu w wyborach do Izby Gmin. W tym samym roku został parem dożywotnim jako baron Jenkin of Roding, zrezygnował z zasiadania w Izbie Lordów w 2015. Był też przewodniczącym Fundacji dla Nauki i Technologii i wiceprzewodniczącym Stowarzyszenia Samorządu Lokalnego.
Jego syn, Bernard Jenkin, jest deputowanym z ramienia Partii Konserwatywnej i byłym ministrem obrony w gabinecie cieni.